# ブレイク・パーキンス
ブレイク・アレクサンダー・パーキンス（Blake Alexander Perkins, 1996年9月10日 - ）は、アメリカ合衆国アリゾナ州マリコパ郡リッチフィールドパーク出身のプロ野球選手（外野手）。右投両打。MLBのミルウォーキー・ブルワーズ所属。

## 経歴

### プロ入りとナショナルズ傘下時代
2015年のMLBドラフト2巡目（全体69位）でワシントン・ナショナルズから指名され、プロ入り。契約後、傘下のルーキー級ガルフ・コーストリーグ・ナショナルズでプロデビュー。49試合に出場して打率.211、1本塁打、12打点、4盗塁を記録した。
2016年はA-級オーバーン・ダブルデイズとA級ヘイガーズタウン・サンズでプレーし、2球団合計で63試合に出場して打率.230、1本塁打、18打点、10盗塁を記録した。
2017年はA級ヘイガーズタウンでプレーし、129試合に出場して打率.255、8本塁打、48打点、31盗塁を記録した。
2018年はA+級ポトマック・ナショナルズでプレーした。

### ロイヤルズ傘下時代
2018年6月18日にケルビン・ヘレーラとのトレードで、ケルビン・グティエレス、ヨハンセ・モレルと共にカンザスシティ・ロイヤルズへ移籍した。移籍後は傘下のA+級ウィルミントン・ブルーロックスでプレーし、移籍前を含めた2球団合計で129試合に出場して打率.237、3本塁打、30打点、29盗塁を記録した。
2019年はA+級ウィルミントンとAA級ノースウエストアーカンソー・ナチュラルズでプレーし、2球団合計で122試合に出場して打率.224、8本塁打、34打点、22盗塁を記録した。
2020年はCOVID-19の影響でマイナーリーグの試合が開催されなかったため、公式戦の出場は無かった。
2021年はAA級ノースウエストアーカンソーでプレーし、72試合に出場して打率.202、7本塁打、30打点、9盗塁を記録した。オフの11月7日にFAとなった。

### ヤンキース傘下時代
2021年12月16日にニューヨーク・ヤンキースとマイナー契約を結んだ。
2022年は傘下のAA級サマセット・ペイトリオッツとAAA級スクラントン・ウィルクスバリ・レイルライダースでプレーし、2球団合計で101試合に出場して打率.246、15本塁打、50打点、21盗塁を記録した。オフの11月10日にFAとなった。

### ブルワーズ時代
2022年11月23日、メジャー契約でミルウォーキー・ブルワーズへ移籍した。
2023年の開幕はAAA級ナッシュビル・サウンズで迎えた。4月19日にメジャー初昇格を果たし、同日のシアトル・マリナーズ戦にて代走でメジャーデビュー。

## 詳細情報

### 年度別打撃成績
| 年 度    | 球 団    | 試 合 | 打 席 | 打 数 | 得 点 | 安 打 | 二 塁 打 | 三 塁 打 | 本 塁 打 | 塁 打 | 打 点 | 盗 塁 | 盗 塁 死 | 犠 打 | 犠 飛 | 四 球 | 敬 遠 | 死 球 | 三 振 | 併 殺 打 | 打 率 | 出 塁 率 | 長 打 率 | O P S |
| -------- | -------- | ----- | ----- | ----- | ----- | ----- | -------- | -------- | -------- | ----- | ----- | ----- | -------- | ----- | ----- | ----- | ----- | ----- | ----- | -------- | ----- | -------- | -------- | ----- |
| 2023     | MIL      | 67    | 168   | 143   | 28    | 31    | 7        | 0        | 4        | 50    | 20    | 5     | 2        | 2     | 0     | 23    | 0     | 0     | 46    | 3        | .217  | .325     | .350     | .675  |
| 2024     | MIL      | 121   | 434   | 383   | 54    | 92    | 13       | 2        | 6        | 127   | 43    | 23    | 5        | 0     | 6     | 42    | 1     | 3     | 108   | 3        | .240  | .316     | .332     | .647  |
| MLB：2年 | MLB：2年 | 188   | 602   | 526   | 82    | 123   | 20       | 2        | 10       | 177   | 63    | 28    | 7        | 2     | 6     | 65    | 1     | 3     | 154   | 6        | .234  | .318     | .337     | .655  |

- 2024年度シーズン終了時

### 年度別守備成績
| 年 度 | 球 団 | 左翼（LF） | 左翼（LF） | 左翼（LF） | 左翼（LF） | 左翼（LF） | 左翼（LF） | 中堅（CF） | 中堅（CF） | 中堅（CF） | 中堅（CF） | 中堅（CF） | 中堅（CF） | 右翼（RF） | 右翼（RF） | 右翼（RF） | 右翼（RF） | 右翼（RF） | 右翼（RF） |
| 年 度 | 球 団 | 試 合      | 刺 殺      | 補 殺      | 失 策      | 併 殺      | 守 備 率   | 試 合      | 刺 殺      | 補 殺      | 失 策      | 併 殺      | 守 備 率   | 試 合      | 刺 殺      | 補 殺      | 失 策      | 併 殺      | 守 備 率   |
| ----- | ----- | ---------- | ---------- | ---------- | ---------- | ---------- | ---------- | ---------- | ---------- | ---------- | ---------- | ---------- | ---------- | ---------- | ---------- | ---------- | ---------- | ---------- | ---------- |
| 2023  | MIL   | 12         | 16         | 0          | 0          | 0          | 1.000      | 19         | 35         | 2          | 0          | 0          | 1.000      | 35         | 56         | 3          | 1          | 1          | .983       |
| 2024  | MIL   | -          | -          | -          | -          | -          | -          | 119        | 300        | 7          | 1          | 2          | .997       | -          | -          | -          | -          | -          | -          |
| MLB   | MLB   | 12         | 16         | 0          | 0          | 0          | 1.000      | 138        | 335        | 9          | 1          | 2          | .997       | 35         | 56         | 3          | 1          | 1          | .983       |

- 2024年度シーズン終了時

### 背番号
- 16（2023年 - ）